# Пуртсі
Пу́ртсі (ест. Purtsi küla) — село в Естонії, у волості Елва повіту Тартумаа.

## Населення
Чисельність населення на 31 грудня 2011 року становила 34 особи.

## Географія
Через населений пункт проходить автошлях 52 (Вільянді — Ринґу).

## Історія
До 24 жовтня 2017 року село входило до складу волості Пука повіту Валґамаа.